# 2018년 런던 영화 비평가 협회상
제39회 런던 영화 비평가 협회상은 2019년 1월 20일에 열린 시상식이다.

## 수상 및 후보

### 작품상
- 로마 - 알폰소 쿠아론 수상
- 블랙클랜스맨 - 스파이크 리
- 콜드 워 - 파벨 포리코브스키
- 페이버릿: 여왕의 여자 - 요르고스 란티모스
- 퍼스트맨 - 데이미언 셔젤
- 퍼스트 리폼드 - 폴 슈레이더
- 더 해피 프린스 - 루퍼트 에버릿
- 흔적 없는 삶 - 데브라 그래닉
- 어느 가족 - 고레에다 히로카즈
- 너는 여기에 없었다 - 린 램지

### 외국어영화상
- 콜드 워 - 파벨 포리코브스키 수상
- 120BPM - 로빈 캉필로
- 판타스틱 우먼 - 세바스찬 렐리오
- 로마 - 알폰소 쿠아론
- 어느 가족 - 고레에다 히로카즈

### 다큐멘터리 작품상
- 바르다가 사랑한 얼굴들 - 아녜스 바르다 외 1명 수상
- 맥퀸 - 이안 보노트 외 1명
- 데이 쉘 낫 그로우 올드 - 피터 잭슨
- 쓰리 아이덴티컬 스트레인저스 - 팀 워들
- 휘트니 - 캐빈 맥도널드

### 감독상
- 로마 - 알폰소 쿠아론 수상
- 흔적 없는 삶 - 데브라 그래닉
- 페이버릿: 여왕의 여자 - 요르고스 란티모스
- 콜드 워 - 파벨 포리코브스키
- 너는 여기에 없었다 - 린 램지

### 작가상
- 페이버릿: 여왕의 여자 - 데보라 데이비스 외 1명 수상
- 로마 - 알폰소 쿠아론
- 이프 빌 스트리트 쿠드 토크 - 배리 젠킨스
- 위도우즈 - 스티브 맥퀸 외 1명
- 퍼스트 리폼드 - 폴 슈레이더

### 여우주연상
- 더 페이버릿: 여왕의 여자 - 올리비아 콜맨 수상
- 로마 - 얄리차 아파리시오
- 더 와이프 - 글렌 클로즈
- 유전 - 토니 콜렛
- 콜드 워 - 요안나 쿨릭

### 남우주연상
- 퍼스트 리폼드 - 에단 호크 수상
- 바이스 - 크리스찬 베일
- 더 해피 프린스 - 루퍼트 에버릿
- 흔적 없는 삶 - 벤 포스터
- 너는 여기에 없었다 - 호아킨 피닉스

### 여우조연상
- 더 페이버릿: 여왕의 여자 - 레이첼 와이즈 수상
- 위도우즈 - 엘리자베스 데비키
- 배드 타임즈: 엘 로얄에서 - 신시아 에리보
- 퍼스트맨 - 클레어 포이
- 이프 빌 스트리트 쿠드 토크 - 레지나 킹

### 남우조연상
- 캔 유 에버 포기브 미? - 리차드 E. 그랜트 수상
- 블랙클랜스맨 - 아담 드라이버
- 블랙 팬서 - 마이클 B. 조던
- 위도우즈 - 다니엘 칼루야
- 디서비디언스 - 알렉산드로 니볼라

### 영국작품상
- 더 페이버릿: 여왕의 여자 - 요르고스 란티모스 수상
- 어패스터시 - 다니엘 코코타즐로
- 비스트 - 마이클 피어스
- 더 해피 프린스 - 루퍼트 에버릿
- 너는 여기에 없었다 - 린 램지

### 영국여우주연상
- 비스트 - 제시 버클리 수상
- 메리 포핀스 리턴즈 - 에밀리 블런트
- 페이버릿: 여왕의 여자 - 올리비아 콜맨
- 퍼스트맨 - 클레어 포이
- 디서비디언스 - 레이첼 와이즈

### 영국남우주연상
- 더 해피 프린스 - 루퍼트 에버릿 수상
- 모글리: 정글의 전설 - 크리스찬 베일
- 미스터 앤 미스터 대디 - 스티브 쿠건
- 캔 유 에버 포기브 미? - 리차드 E. 그랜트
- 블랙 팬서 - 다니엘 칼루야

### 영국필름메이커상
- 비스트 - 마이클 피어스 수상
- 더페이버릿: 여왕의 여자 - 데보라 데이비스
- 더 해피 프린스 - 루퍼트 에버릿
- 핀 쿠션 - 데보라 헤이우드
- 어패스터시 - 다니엘 코코타즐로

### 영국단편영화상
- 쓰리 센티미터 - 라라 제이단 수상
- 리틀 쉿 - 리차드 고로데키
- 나이트 아웃 - 아멜리아 하세미
- 솔트 & 소스 - 알리아 가파르
- Under Growth - Evin O'Neill

### 영국기술공헌상
- 콜드 워 - 루카즈 잘 수상
- 이프 빌 스트리트 쿠드 토크 - 니콜라스 브리텔
- 미션 임파서블: 폴아웃 - 웨이드 이스트우드
- 콰이어트 플레이스 - 에단 반 더 린 외 1명
- 서스페리아 - 톰 요크
- 너는 여기에 없었다 - 조 비니
- 아메리칸 애니멀스 - 닉 펜턴 외 2명
- 블랙클랜스맨 - Marci Rodgers
- 페이버릿: 여왕의 여자 - 피오나 크롬비
- 퍼스트맨 - 폴 램버트

### 영국신인상
- 어패스터시 - 몰리 라이트 수상
- 젤리피쉬 - 리브 힐
- 홈즈 앤 왓슨 - 노아 주프
- 글래스 - 안야 테일러 조이
- 칠드런 액트 - 핀 화이트헤드

### 딜리스 파웰상
- 페드로 알모도바르